# Famille von Quadt
La famille von Quadt est uen famille noble de Basse-Rhénanie avec la maison ancestrale de Blee près de Monheim, qui apparaît dans un document avec le chevalier Sybodo de Blegge en 1262. La famille se divise en plusieurs lignées. La lignée comtale et impériale de Wickrath (de) et Isny, au pouvoir depuis 1752 et princière depuis 1901, fait partie de la haute noblesse.

## Histoire

### Origine
Le membre le plus ancien portant le nom de famille est le chevalier Peter der Quade - son nom ne dérive pas d'un lieu, mais de quad (mnd.) = kwaad (ndl.) = mauvais, mauvais, maléfique - qui est mentionné dans des documents à partir de 1256. En 1313, Johann genannt der Quade, bailli de Windeck (de), est mentionné.

### Expansion et lignées
Le chevalier Guillaume II, qui vit vers 1400, est l'ancêtre des lignées de Buschfeld (de), Wickrath (de) (également Wykradt) et Landskron (de). La lignée de Buschfeld (basée au manoir de Buschfeld (de) depuis 1447) s'éteint en 1757 et la lignée de Landskron (basée au château impérial de Landskron (de) de 1450 à 1622) s'éteint en 1765. Il y a des branches à Alsbach (de), Kreuzberg (de), Rode (château de Schönrath (de)) et Zoppenbroich (de)

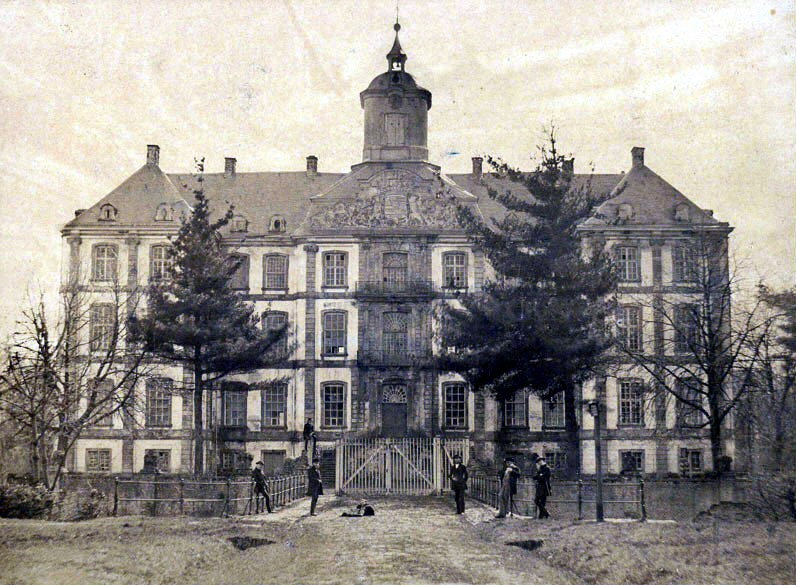
(1859)

La veuve de Guillaume IV, Sophie, née von Burscheid, se remarie avec Heinrich von Hompesch (de), qui, en l'absence de ses propres descendants mâles, cède la seigneurie impériale de Wickrath à ses beaux-fils Dietrich, Adolf et Stephan Quadt en 1498. S'ensuit le 15 juillet 1502 l'inféodation impériale et l'inclusion de la famille dans le Collège des comtes impériaux de Westphalie (de), sans qu'elle soit élevée au rang de comte impérial. Avec le transfert d'un territoire impérial et l'admission au Collège impérial des comtes de Westphalie, cette branche de la famille acquit le statut impérial et - contrairement aux autres branches de la famille - appartient désormais à la haute noblesse, ce qui est finalement confirmé par l'élévation au statut de comte impérial en 1752. Le comté de Reckheim (de), qui fait également partie directement de l'Empire, est acquis par Johann Quadt, seigneur de Wickrath, par mariage en 1564, mais l'échange contre d'autres biens en 1590. À partir de 1746, Wilhelm Otto Friedrich von Quadt zu Wickrath et Schwanenberg font reconstruire le château baroque de Wickrath (de) à la place d'un château incendié.
À cette lignée impériale s'ajoute encore une lignée baronniale Quadt-Wyckrath-Hüchtenbruck qui n'appartient pas à la haute noblesse. La famille von Hüchtenbruck s'éteint en 1716 avec Albert Georg dans la lignée masculine. Il a auparavant désigné comme héritier le fils de sa fille aînée Sybilla, Wilhelm Albrecht von Quadt zu Wickrath ad H. Zoppenbroich. L'héritage est soumis à la condition que Wilhelm Albrecht combine son nom et ses armoiries avec ceux des Hüchtenbruck, ce qu'il fait en 1706. L'héritage comprend le château de Gartrop (de) de Hüchtenbruck, qui reste en possession de la famille Quadt jusqu'en 1805. Wilhelm Karl baron von Quadt-Wykradt-Hüchtenbruck (1732-1805), seigneur de Gartrop, Hövelen, Galen et Brühl, maréchal héréditaire du duché de Clèves et directeur des domaines de Clèves, reçoit un diplôme de comte royal prussien en 1786. D'autres branches, par exemple de Bögge (de), reste baron. Les membres de la famille sont des intendants héréditaires et fonciers du duché de Gueldre et des seigneurs héréditaires du comté de Zutphen en 1568 à la suite du mariage de Dietrich II Quadt zu Wyckradt avec Maria von Flodrop à Leuth.
Le château de Strauweiler (XIVe et XVe siècles) appartient également temporairement aux Quaden/Quadt, ainsi que le manoir de Bilkrath (de) (1re moitié du XVe siècle jusqu'en 1596) et le château de Fischenich (de) (1611-1725). Schwanenberg appartenait au domaine de Wickrath en tant que fief. La lignée du manoir de Buschfeld (de) élargit considérablement ses propriétés pour inclure : Bettendorf et Nothberg (avec le château de Nothberg (de)), le manoir d'Iddelsfeld à Holweide, Thurner Hof (de), Londorf, Meschenich, Lindweiler, Esch près de Cologne, le château de Konradsheim (de), le château de Niederberg (de) (acquis en 1739). de Johann Sigismund Quadt von Buschfeld), ainsi que des fermes à Pafflich, Düstorff et Poll, des vignobles à Embken et Ödekoven et des caves à Wilhelmstein et Wassenberg. La lignée de Landskron est fondée par Lutter Quad zu Isengarten et Hardenberg, un fils de Wilhelm Quadt zu Wickrath, qui épouse Elisabeth von Saffenberg (de), co-héritière de Landskron et Tomberg (de), en 1441. Son fils Wilhelm vend sa part du château de Schönrath (de) en 1466. Myll et Oberwinter appartiennent également à la lignée, Sophia von Pallandt (de) apporte le château de Flamersheim (de) à son mari Lutter Quadt vers 1550, qui est au nom de son souverain Frédéric III du Palatinat introduit la doctrine luthérienne à Oberwinter et dans ses autres possessions.

### Anoblissements
En 1620, toute la famille est élevée au rang de baron impérial grâce à une élection par l'électeur de Cologne. Le baron Wilhelm Otto Friedrich von Quadt zu Wykradt et Schwanenberg, constructeur du château de Wickrath (de), est élevé au rang de comte impérial par l'empereur François Ier le 16 avril 1752. En raison de l'occupation française des régions de la rive gauche du Rhin en 1796, la maison perd les domaines de Wickrath et Schwanenberg. En compensation, la famille reçoit la ville impériale libre d'Isny en Souabe et l'abbaye impériale de Saint-Georges avec le titre de comté impérial d'Isny ainsi qu'une pension perpétuelle de 11 000 florins à Ochsenhausen par l'intermédiaire de la députation impériale en 1803. Par la loi sur la Confédération du Rhin de 1806, le comté impérial d'Isny est placé sous la souveraineté du royaume de Wurtemberg. En 1815, la maison comtale reçoit les droits civils de l'Assemblée fédérale de la Confédération germanique et le titre d'Éminence en 1829. Le 12 mars 1901, le comte Bertram von Quadt zu Wykradt et Isny est élevé au statut princier bavarois (primogéniture) avec le titre d'Altesse Sérénissime. L'approbation du Wurtemberg pour l'utilisation du titre de prince a lieu le 12 avril 1901. L'attribution bavaroise du titre d'Éminence aux personnes nées plus tard a lieu le 7 mars 1911. L'approbation correspondante du royaume de Wurtemberg est accordée le 4 mai 1912. Le prince devient conseiller impérial héréditaire. La ligne princière de Quadt à Wykradt et Isny est toujours basée à Isny aujourd'hui.

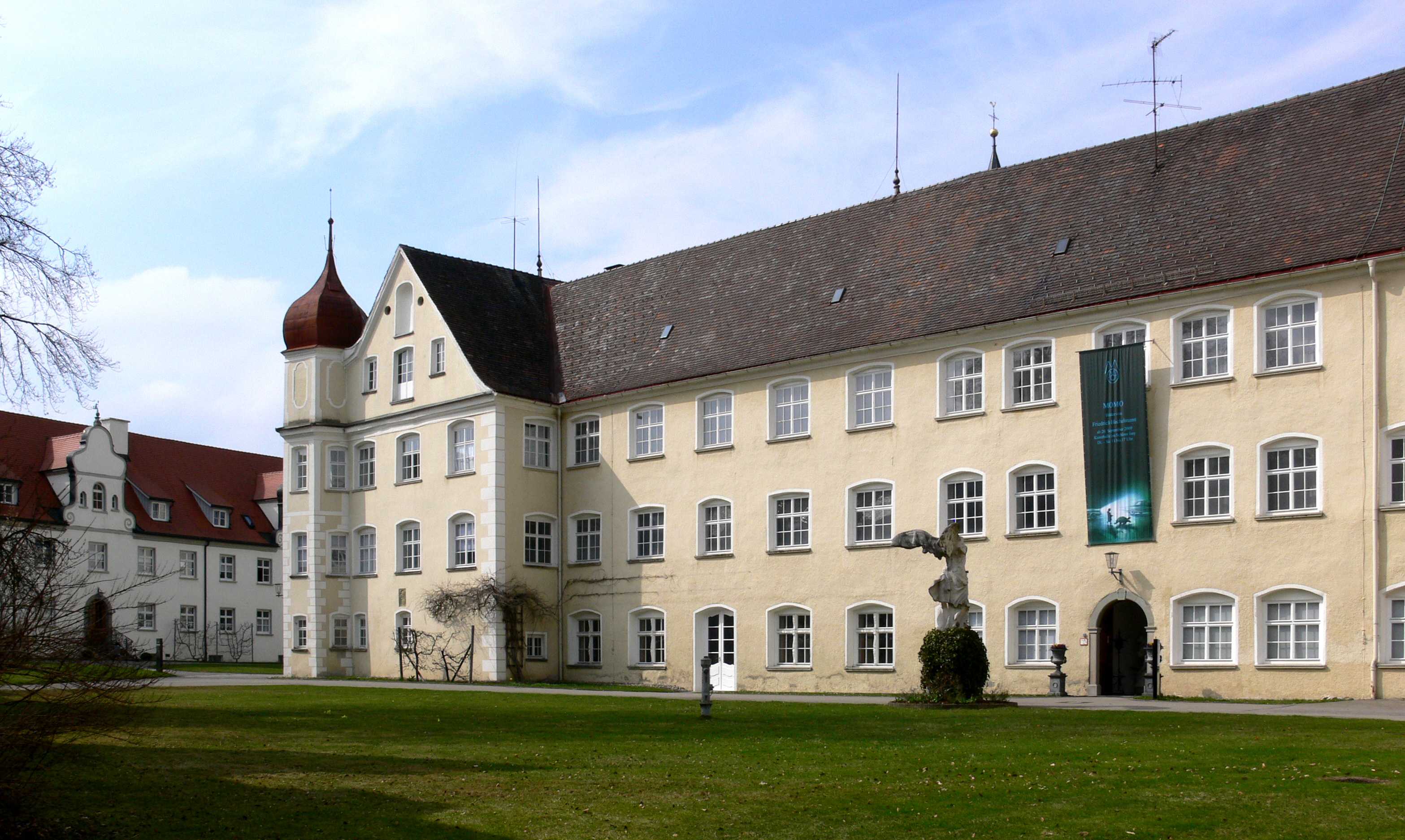
Abbaye impériale Saint-Georges d'Isny

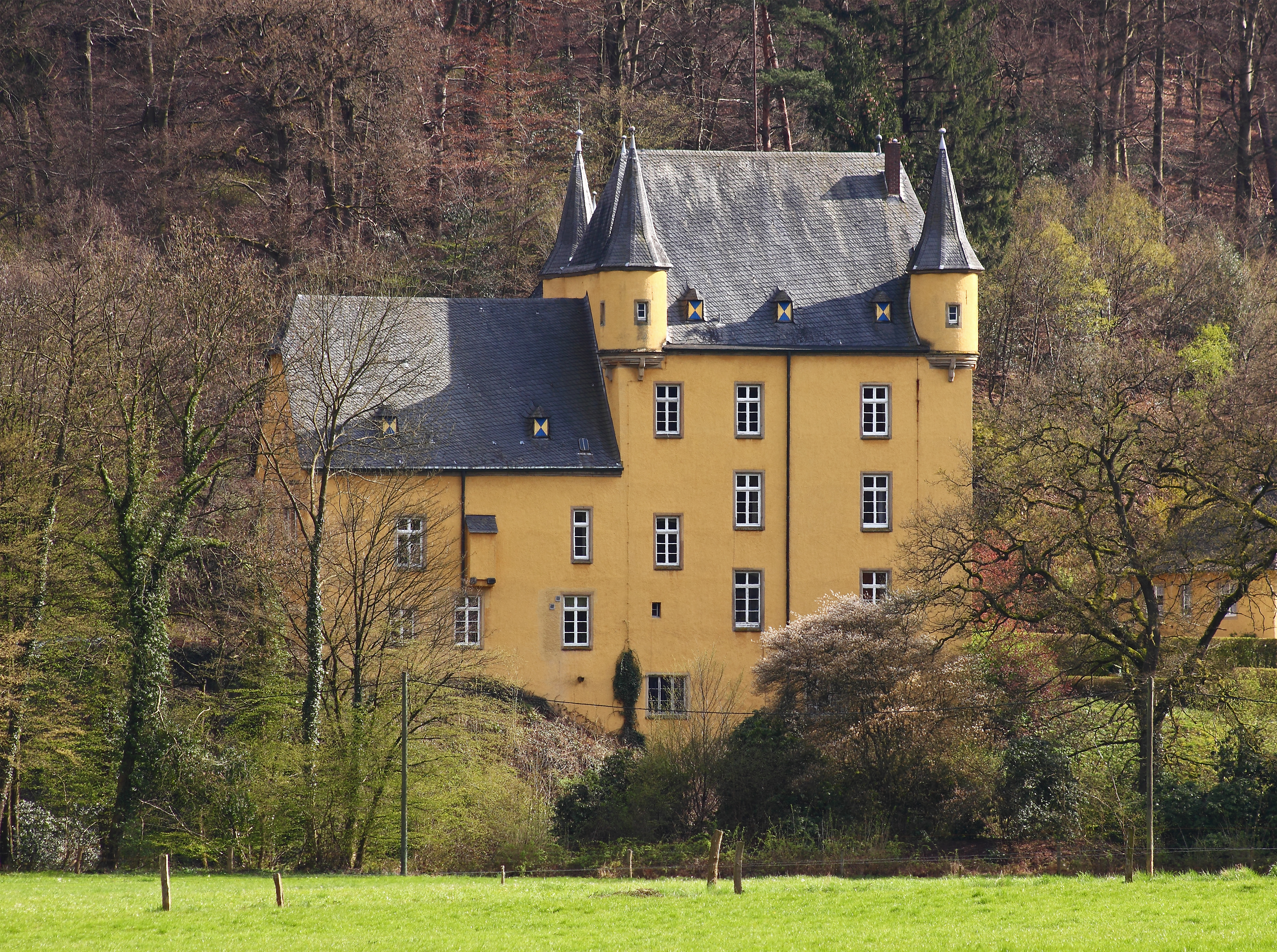
Château de Strauweiler
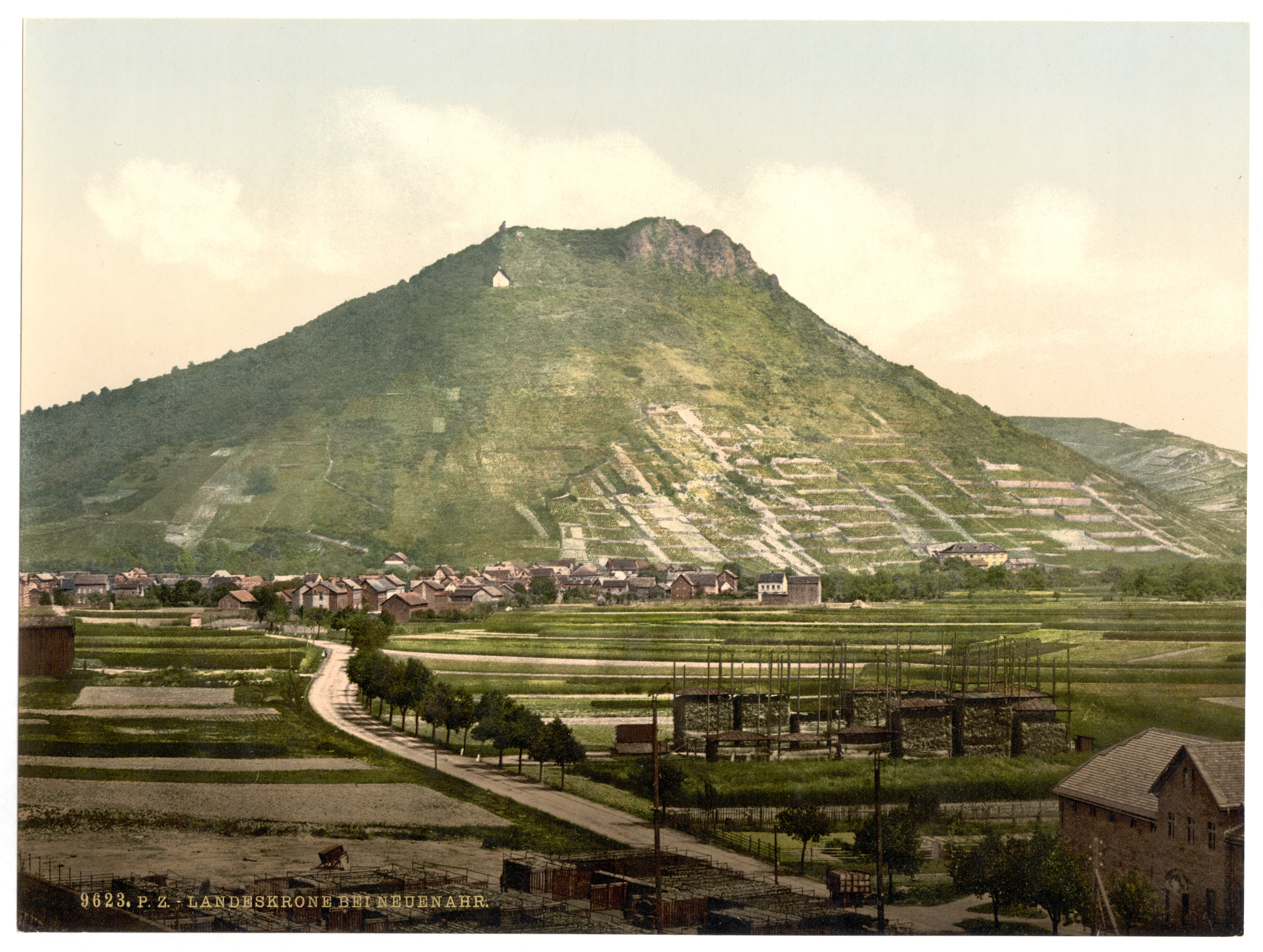
La colline du château du château impérial de Landskron (de) vers 1900
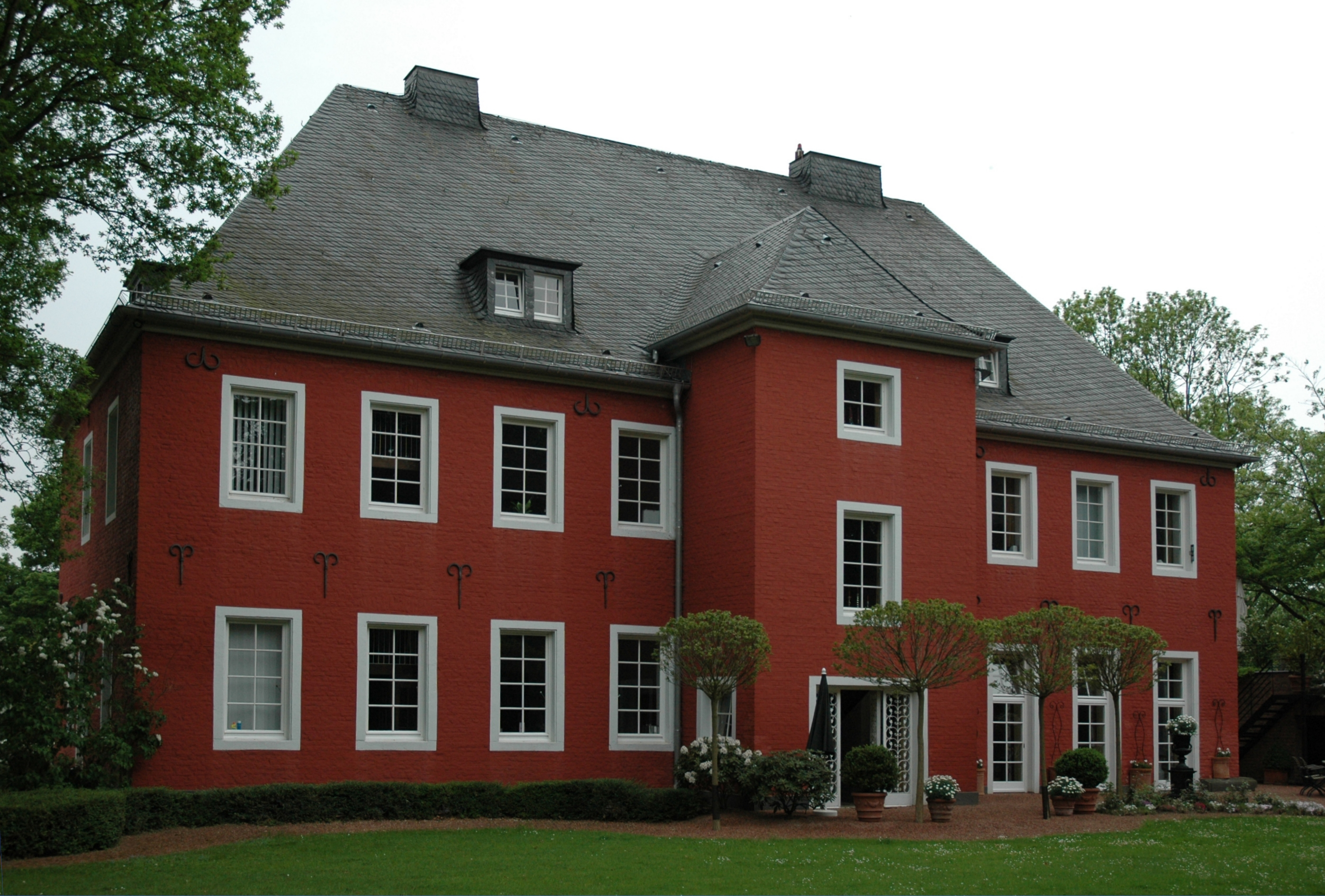
Manoir de Buschfeld (de)
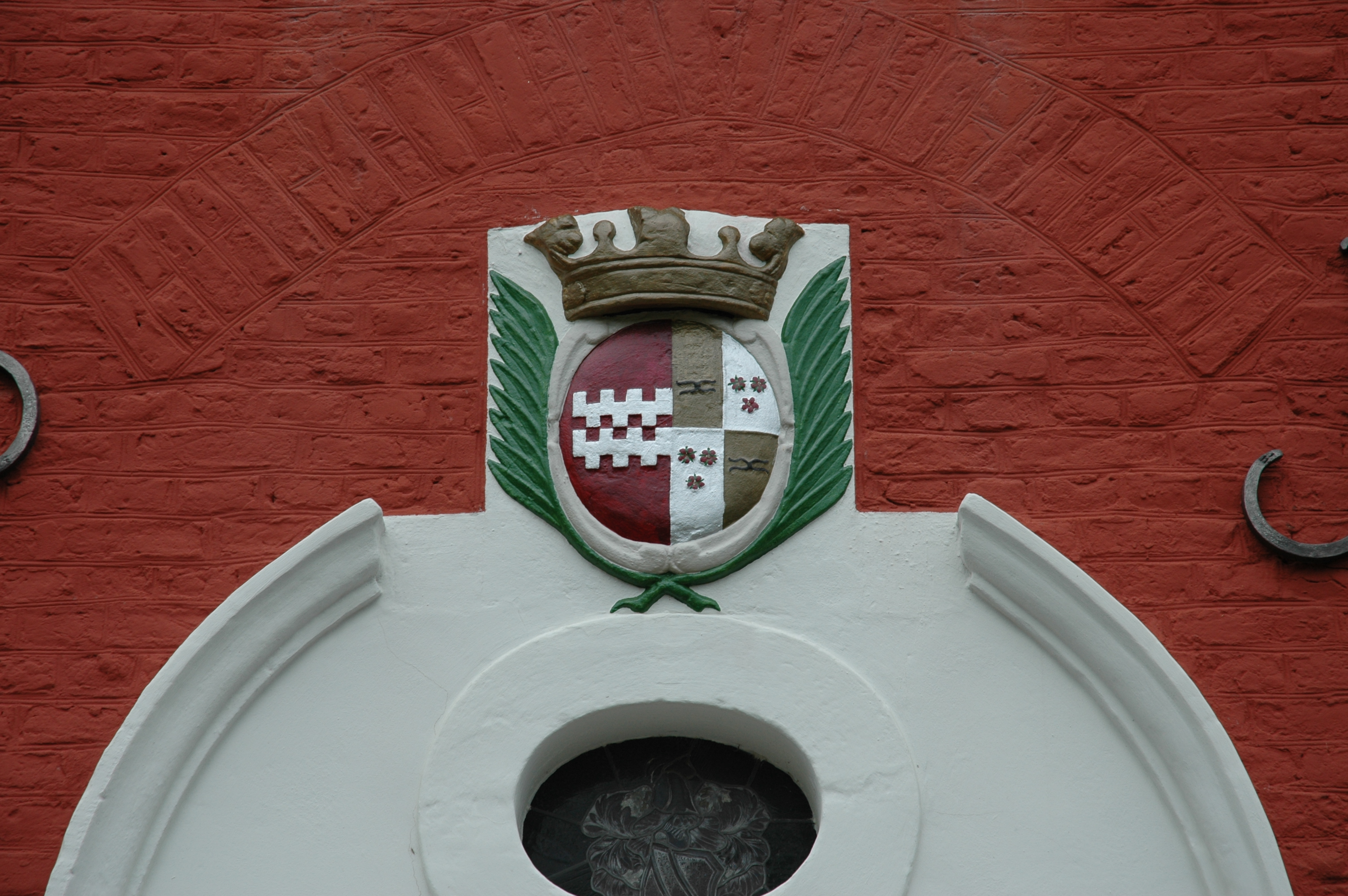
Armoiries de l'alliance des familles Quadt-Buschfeld et Hatzfeld-Wildenburg-Schönstein aux portes du manoir de Buschfeld
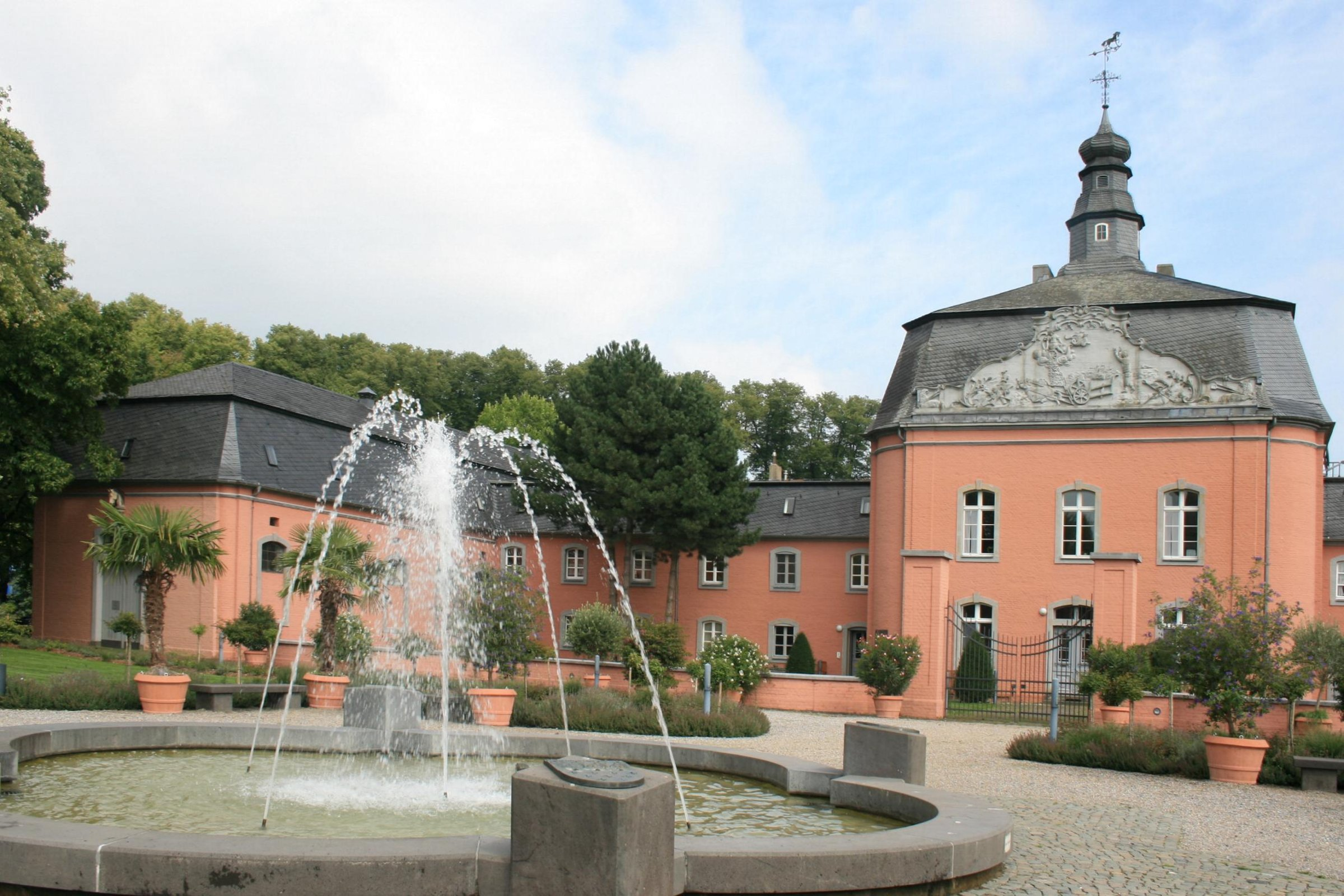
Aile Est de la cour extérieure du château de Wickrath (de)
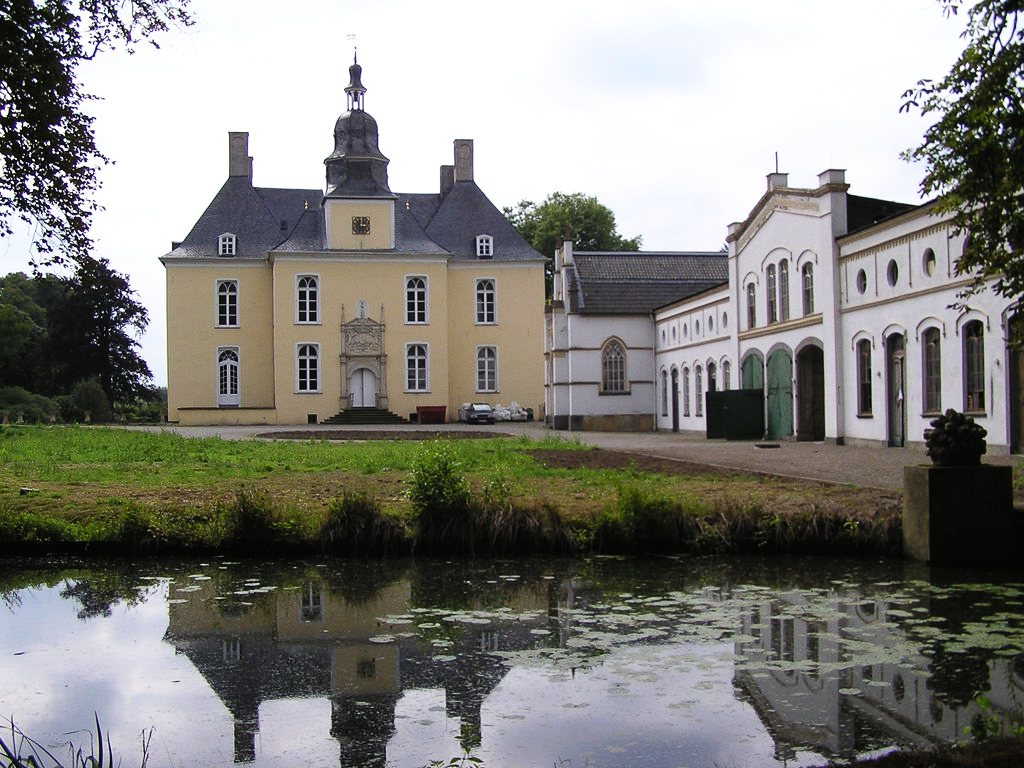
Château de Gartrop (de)
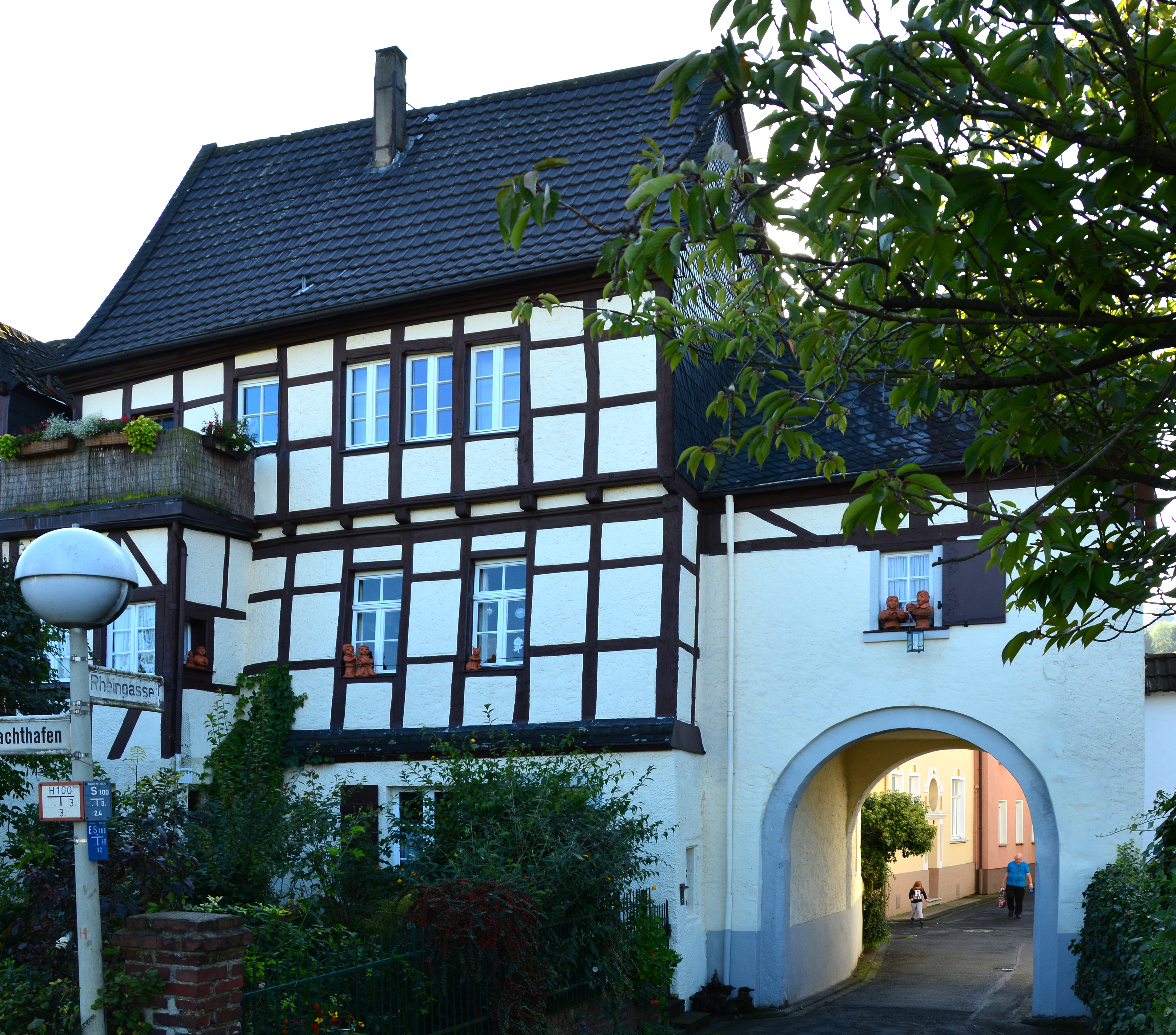
Le château d'Oberwinter
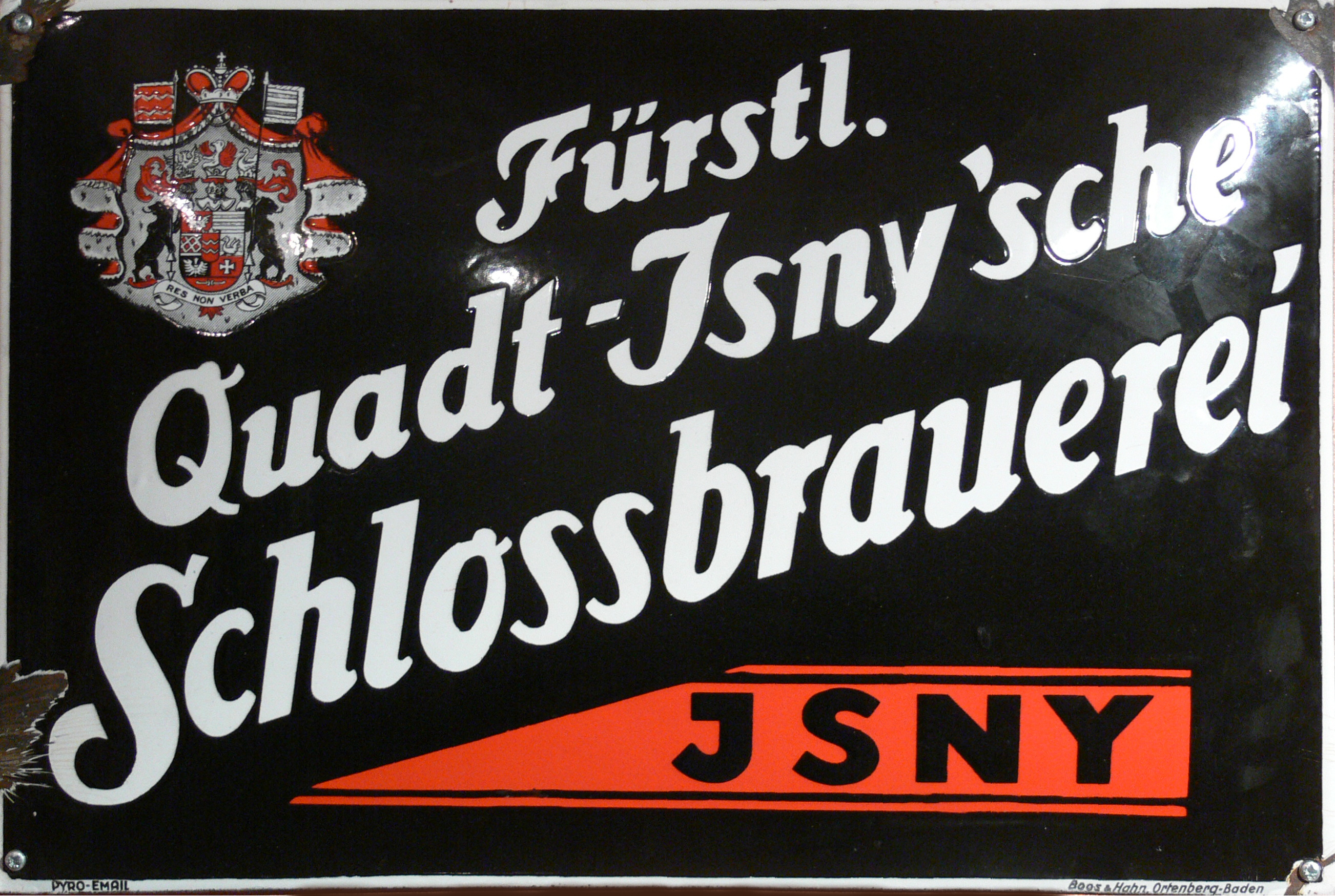
Enseigne publicitaire de la brasserie du château prince de Quadt-Isnyschen, XXe siècle

## Armes
Les armoiries de la famille montrent deux créneaux d'argent en rouge. Sur le casque se trouve un ours argenté en pleine croissance avec des ailes rouges, recouvertes des barres crénelées alternées du bouclier. Le lambrequin est rouge-argent. Les armoiries font désormais partie des armoiries de la ville indépendante de Mönchengladbach.

## Personnalités

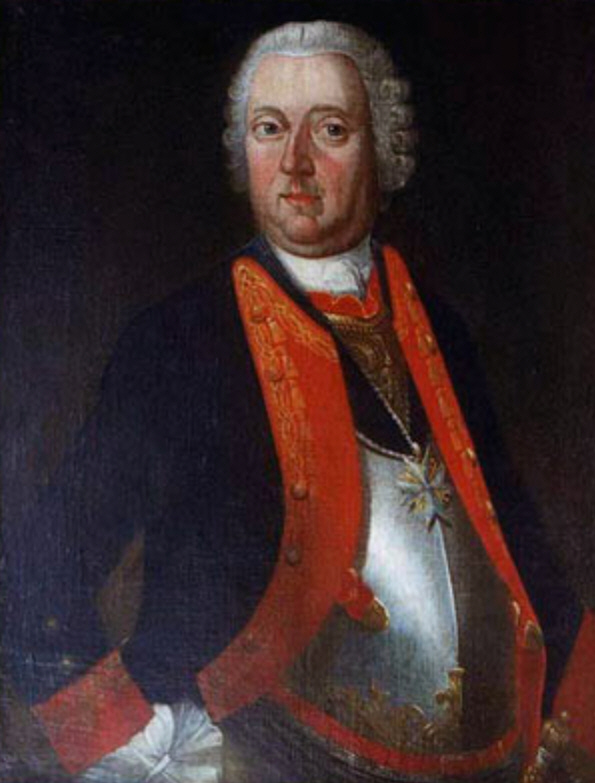
Johann Christian Rölemann Quadt von Wickrath (1699-1756), major général prussien

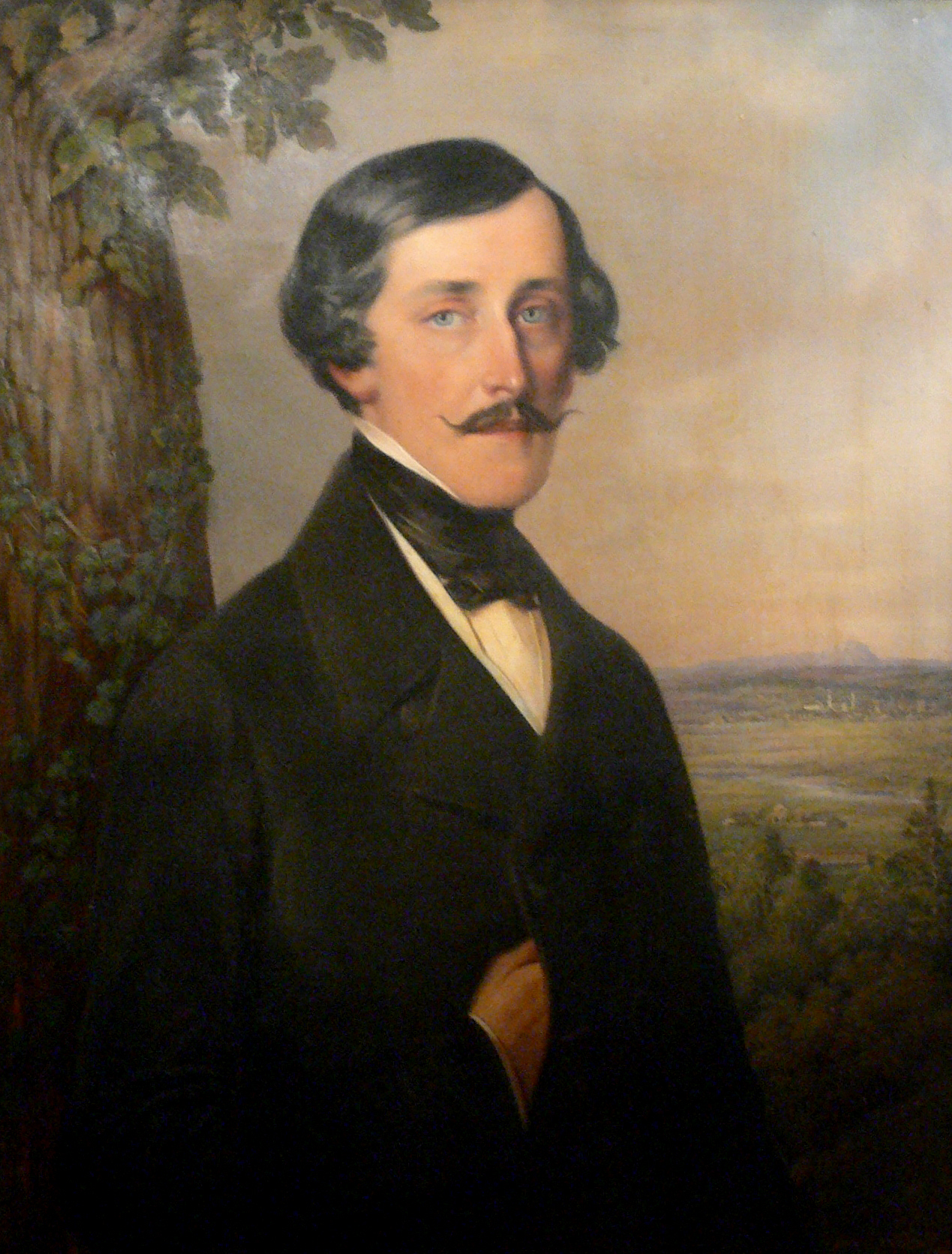
Comte Otto von Quadt-Wykradt-Isny (1817-1899), conseiller bavarois au Reichsrat

- Wienand Ruttger von Quadt zu Alsbach (de) (XVIIe siècle), chevalier et seigneur du château d'Alsbach (de) à Engelskirchen
- Ludwig Alexander Rölemann von Quadt (de) (1675-1745), ministre d'État prussien
- Johann Christian Rölemann Quadt von Wickrath (de) (1699-1756), général de division prussien
- Wilhelm Otto Friedrich von Quadt (1717-1785), constructeur du château de Wickrath[9]
- Friedrich Wilhelm Quadt zu Wickrath (de) (vers 1720-vers 1765), colonel prussien et commandant de la forteresse de Glatz
- Johann Sigismund baron impérial von Quadt zu Buschfeld, Chorévêque de Trèves (mort en 1757), dernier de sa lignée
- Otto baron Quadt-Wyckrath-Hüchtenbruck (1739-1793), général de division néerlandais
- Otto Wilhelm von Quadt-Wykradt-Isny (de) (1758-1829), comte impérial von Wickradt, puis d'Isny
- Ludwig von Quadt von Hüchtenbruck (de) (1779-1849), lieutenant général prussien
- Konstantin von Quadt-Wykradt-Hüchtenbruck (de) (1781-1868), général d'infanterie prussien
- Wilhelm von Quadt-Wykradt-Isny (de) (1783-1849), seigneur de la ville et direction d'Isny, chambellan du Wurtemberg
- Otto von Quadt-Wykradt-Isny (de) (1817-1899), conseiller impérial bavarois et député de la Chambre des seigneurs de Wurtemberg (de)
- Friedrich von Quadt-Wykradt-Isny (de) (1818-1892), diplomate et homme politique bavarois (Zentrum), député du Reichstag
- Konstantin von Quadt et Hüchtenbruck (de) (1825-1881), président du district d'Oppeln
- Bertram von Quadt zu Wykradt und Isny (de) (1849-1927), à partir de 1901 prince de Quadt zu Wykradt und Isny, noble du Wurtemberg
- Julie comtesse von Quadt zu Wykradt und Isny (de) (1859-1925), écrivaine, fondatrice de monastère
- Alfred von Quadt-Wyckrath-Hüchtenbruck (1862-1928), lieutenant général prussien
- Albert von Quadt zu Wykradt und Isny (de) (1864-1930), avocat, diplomate et conseiller d'ambassade allemand
- Gustav von Quadt-Wyckrath-Hüchtenbruck (de) (1867-1929), administrateur de l'arrondissement de Meisenheim (de) et de l'arrondissement d'Ilfeld[10]
- Eugen von Quadt zu Wykradt und Isny (de) (1887-1940), est pendant une courte période ministre bavarois de l'Économie en 1933.
- Bertram von Quadt zu Wykradt und Isny (de) (né en 1966), journaliste, auteur